# Heinrich Waldvogt
Heinrich Waldvogt (* 10. September 1892 in Lothe; † 5. Dezember 1976 in Steinheim in Westfalen) war ein deutscher Politiker (DDP, SPD).

## Leben
Heinrich Waldvogt, der Sohn des Zieglers Friedrich Waldvogt und seiner Frau Amalie, geb. Lühmsmeier, besuchte die Volksschule und war bis 1912 selbst Ziegler, bevor er von 1914 bis 1918 Soldat im Ersten Weltkrieg war. Er wurde schwerverletzt und verlor beide Unterschenkel. 1918 kehrte er als Kriegsinvalide nach Lothe zurück. 1919 wurde er Steuererheber und Bauerrichter im Bezirk Lothe-Ruensiek. 1922 und 1925 wurde er wegen Unterschlagung bzw. Forstdiebstahls angeklagt. Seit 1930 war er unbefristet als Steuersekretär angestellt.
1933 wurde er aus politischen Gründen entlassen; 1934 kam er in so genannte „Schutzhaft“. Bis 1944 verbüßte er mehrere Haftstrafen, unter anderem weil er Feindsender (Radio Moskau) hörte.
1948 wurde er wegen Veruntreuung angeklagt und saß zwischen 1949 und 1951 in Haft. 1949 wurde er als „Opfer des Faschismus“ anerkannt.

## Politisches Wirken
Nach dem Ersten Weltkrieg wurde er 1919 Mitglied der Deutschen Demokratischen Partei und trat 1929 der SPD bei. Bei der Landtagswahl in Lippe 1929 kandidierte er auf Platz 11 der SPD-Liste für den Landtag Lippe und rückte am 25. Juni 1929 für den ausscheidenden Landtagspräsidenten Wilhelm Meier nach. Bei der Landtagswahl in Lippe 1933 wurde er in den Landtag gewählt. Da es nicht gelang, Heinrich Drake erneut in das Landespräsidium zu wählen, trat er bereits in der Eröffnungssitzung des Landtags zurück, um Drake nachrücken zu lassen.
Von 1945 bis 1947 war er Bürgermeister der Gemeinde Lothe. Im April 1947 war er erfolglos Kandidat bei den Landtagswahlen in Nordrhein-Westfalen. Bis 1976 gehörte er dem Kreisvorstand Lippe des Verbandes der Kriegsbeschädigten an.